# Hermann Goetz
Hermann Gustav Goetz (7. december 1840 i Königsberg – 3. december 1876 i Hottingen ved Zürich) var en tysk komponist.
Goetz var elev fra Sterns konservatorium
i Berlin, hvor bl.a. Hans von Bülow var hans
lærer; han udviklede sig hurtig og blev
allerede 1863 organist i Winterthur. En
uhelbredelig brystsygdom tvang ham imidlertid til at
opgive denne stilling (1870), og sine sidste
leveår levede Goetz i nærheden af Zurich, kun
beskæftiget med komposition.
Goetz har navnlig gjort
sig bekendt ved operaen Der Widerspenstigen Zähmung
(efter Shakespeares komedie "Trold Kan Tæmmes", "The Taming Of The Shrew"), et
værk, der – om end det ikke i scenisk
henseende fuldt tilfredsstiller – røber Goetz' betydelige,
såvel af Schumann som af Wagner
påvirkede musikbegavelse, og som derfor vakte megen
opsigt ved dens fremkomst (1874) og snart
opførtes ikke blot i talrige tyske byer, men
også i andre lande, således i København (1890).
Af Goetz' øvrige arbejder nævnes en jævnligt
spillet symfoni i f-dur, korstykket Nänie, en
Forårsouverture, en violin- og
klaverkoncert, nogen kammermusik og sange. Goetz' anden
opera Francesca da Rimini blev efterladt
ufuldendt, men fuldførtes af Ernst Frank og opførtes
1877. 
Note
1. ↑  Sterns konservatorium i Berlin, Stern’sches Konservatorium (ty), grundlagt 1850 af Julius Stern, Theodor Kullak og Adolf Bernhard Marx